# Carl Oestreich
Carl Wilhelm Eduard Oestreich (Spremberg, 18 april 1800 – Frankfurt am Main, 7 maart 1840) was een Duits componist en hoornist. Hij was de oudste zoon van de stadmusicus van Spremberg Johann Carl Gottfried Oestreich.

## Levensloop
Oestreich studeerde vermoedelijk hoorn bij de gebroeders August Haase en Louis Haase in Dresden, met wie hij later goed bevriend werd. Oestreich werd als hoornist lid van de hofkapel van koning Frederik August I van Saksen in Dresden. In 1826 werd hij hoornist in het orkest van de opera in Frankfurt am Main. Als solist maakte hij een concertreis door heel Duitsland en werd daardoor heel bekend. Al in 1832 ging hij vanwege zijn aangetaste gezondheid met pensioen. 
Het grootste deel van zijn werken heeft hij voor zijn instrument, de hoorn en voor hoornensemble geschreven, maar er zijn ook werken voor piano, diverse blazersbezettingen en vocale muziek bekend. In het muzikale conversatie-lexicon van Hermann Mendel en August Reissmann is vermeld dat Oestreich een opera gecomponeerd heeft met de titel Die Bergknappen, die in 1839 in Weimar in première is gegaan. Aan zijn broer Eduard, die eveneens hoorn speelde, heeft hij meerdere werken opgedragen. 

## Composities

### Werken voor orkest
- Concert in F majeur, voor hoorn en orkest
- Concert in E majeur, voor twee hoorns en orkest
- Polonaise, voor dwarsfluit en orkest
- Theme con Variation, pour Corno Primo Principalo in F et orchestre

### Werken voor harmonieorkest
- Fantasy, voor hoorn en harmonieorkest
- Symfonie, voor harmonieorkest

### Kamermuziek
- 1830 12 Trios, voor drie hoorns
- 2 Kwartetten, voor natuurhoorns in E
- 5 lichte duetten, voor twee hoorns
- 6 Kwartetten, voor vier hoorns
- Terzetto per corni, zes stukken voor drie hoorns